# 西田恒夫
西田 恒夫（にしだ つねお、1947年〈昭和22年〉4月1日 - ）は、日本の外交官。2010年6月から2013年6月まで、国連大使。

## 経歴
東京都出身。1969年（昭和44年）外務公務員採用上級試験に合格。
- 1970年（昭和45年）3月 東京大学法学部第3類（政治コース）卒業
- 1970年（昭和45年）4月 外務省入省。
- ドイツ語研修（在ミュンヘン）[2]。
- 1973年（昭和48年）8月 在ベルリン日本国総領事館副領事
- 1973年（昭和48年）10月 在ドイツ民主共和国日本国大使館三等書記官[2]。
- 欧亜局西欧第一課[2]。
- 1981年（昭和56年）6月 在ソビエト連邦日本国大使館一等書記官
- 1985年（昭和60年）8月 外務省大臣官房総務課企画官
- 1986年（昭和61年）8月 欧亜局東欧課長
- 1987年（昭和62年）8月 条約局法規課長
- 1989年（平成元年）8月 在アメリカ合衆国日本国大使館参事官
- 1992年（平成4年）8月 大臣官房報道課長
- 1993年（平成5年）8月 欧亜局ロシア課長
- 1994年（平成6年）8月 大臣官房外務参事官兼欧亜局
- 1996年（平成8年）4月 大臣官房審議官兼欧亜局
- 1996年（平成8年）8月 大臣官房外務審議官兼経済協力局
- 1998年（平成10年）4月 大臣官房審議官兼内閣審議官 内閣官房内閣安全保障・危機管理室（～平成10年6月）
- 1998年（平成10年）7月 大臣官房審議官（総括担当）兼条約局（～平成10年9月）
- 1999年（平成11年）8月 在ロサンゼルス総領事
- 2001年（平成13年）8月 経済協力局長
- 2002年（平成14年）9月 大臣官房、総合外交政策局長
- 2005年（平成17年）8月 外務審議官（政務担当）
- 2007年（平成19年）1月 カナダ駐箚特命全権大使兼国際民間航空機関日本政府代表部
- 2010年（平成22年）6月 国連大使（特命全権大使、国際連合日本政府常駐代表
- 2013年（平成25年）12月 スカパーJSAT株式会社顧問[3]
- 2014年（平成26年） 広島大学平和科学研究センター長・特任教授、公益財団法人広島平和文化センター評議員[4][5][6]
- 2016年（平成28年） 4月 国連大学理事 [7]（任期2016-2022）[8]
- 2017年（平成29年） 4月 広島大学平和科学研究センター 名誉センター長
- 2019年（平成31年） 神奈川大学学長特別顧問[9]
- 2021年（令和3年）6月 京都芸術大学京都国際平和構築センター評議員[9]
- 2022年（令和4年）11月 瑞宝重光章受章

## 外務審議官更迭
2005年（平成17年）8月、外務省事務方のナンバー3である政務担当外務審議官に就任するが北朝鮮政策をめぐり慎重論を唱えたことと、安倍晋三首相らを批判したことで事実上更迭され、2007年（平成19年）1月 カナダ大使に任命された。

## 国連大使
2010年（平成22年）6月、高須幸雄国連大使の後任に任命された。着任後の8月25日、会見で日本の常任理事国入りも視野に入れた国連安保理改革と、国連を舞台に北朝鮮問題の解決について努力することを表明した。

## 同期
- 薮中三十二（外務事務次官）
- 成田右文（駐メキシコ大使）
- 安藤裕康（11年国際交流基金理事長・08年駐イタリア大使）
- 原聰（08年関西担当大使・05年駐ポルトガル大使・01年駐ブルネイ大使）
- 上野景文（杏林大学客員教授・06年駐バチカン大使・01年駐グアテマラ大使）
- 大木正充（07年駐アゼルバイジャン兼グルジア大使・04年駐クウェート大使・駐イエメン大使）
- 小溝泰義（13年広島平和文化センター理事長・10年駐クウェート大使）
- 夏井重雄（08年駐カザフスタン大使）
- 河東哲夫（02年駐ウズベキスタン大使）
- 駒野欽一（10年駐イラン大使・06年駐エチオピア兼ジブチ大使・02年駐アフガニスタン大使）
- 石榑利光（11年駐スロベニア大使）
- 城守茂美（13年駐スロベニア大使）
- 柴崎二郎（10年駐ニカラグア大使）
- 小嶋光昭（駐ルクセンブルク大使）
- 西田芳弘（外務省中南米局長）
- 国枝昌樹（駐シリア大使）